# Diplazium schraderi
Diplazium schraderi är en majbräkenväxtart som beskrevs av Georg Hans Emmo Wolfgang Hieronymus.
Diplazium schraderi ingår i släktet Diplazium och familjen Athyriaceae. Inga underarter finns listade i Catalogue of Life.